# Kamel Rabat Bouralha
Kamel Rabat Bouralha var en algerisk britisk mand der var en nær medhjælper til den tjetjenske terroristleder Sjamil Basajev. Kamel Rabat Bouralha blev tilbageholdt af russiske styrker da han i september 2004 prøvede at flygte fra Tjetjenien til Aserbajdsjan for at få behandling for et skudsår i brystet.
Kamel Rabat Bouralha var taget fra London til Tjetjenien i 2001 sammen med de to andre algeriske terrorister Yacine Benalia og Osman Larussi. De havde alle været flittige brugere af den berygtede islamiske moske i Finsbury Park.